# Сезон ФК «Арсенал-Київ» 2015—2016
Сезон ФК «Арсенал-Київ» 2015—2016 — 1-й сезон київського «Арсенала» у чемпіонатах України після відродження клубу. За підсумками сезону клуб посів 6-те місце другої ліги чемпіонату України та став учасником 1/16 фіналу Кубка України.
Після втрати клубом професійного статусу наприкінці 2013 року тривалий час ходили чутки про відродження команди, однак до реальних кроків справа дійшла лише завдяки Олексію Кікірешку, українському автогонщику та бізнесмену, що став інвестором «Арсенала». Після року виступів у чемпіонаті Києва та аматорському Кубку України, «каноніри» отримали ліцензію на участь у змаганнях другої ліги.
Після зимової паузи на тренерському містку «канонірів» відбулися зміни, що значною мірою спричинили зміну концепції формування команди — місце Ангела Червенкова посів колишній футболіст «Арсенала» Сергій Литовченко, що працював до того помічником головного тренера. До команди було запрошено значну кількість футболістів, що мали досвід виступів на найвищому рівні (Роман Пахолюк, Андрій Смалько, Сергій Сілюк, Олег Котелюх та інші), поряд з якими тренерський штаб активно задіяв молодих вихованців клубної академії. Другу половину сезону кияни провели дещо впевненіше, однак яскраві ігри аж надто часто чергувалися з провальним — «канонірам» вдалося доволі впевнено переграти майбутніх чемпіонів та бронзових призерів чемпіонату «Колос» та «Інгулець», проте багато очок було втрачено в іграх з аутсайдерами та середняками. За підсумками сезон «Арсенал» посів 6-те місце в чемпіонаті, що завдяки розширенню першої ліги дозволило киянам на наступний сезон підвищитися у класі.

### Кубок України
| 1/32 фіналу 22 липня 2015 | «Арсенал-Київ»               | 1 – 0    | «Верес» (Рівне) | Щасливе                                                       |  |
| 18:00                     | Володимир Тименко 27' (пен.) | Протокол |                 | Стадіон: «Княжа-Арена» Глядачі: 1,000 Суддя: Олександр Шандор |  |

| 1/16 фіналу 22 серпня 2015 | «Арсенал-Київ» | 0 – 3    | «Шахтар» (Донецьк)                              | Київ                                                            |  |
| 17:00                      |                | Протокол | Максим Малишев 23' Едуардо 41' Сергій Гринь 75' | Стадіон: НТК ім. Баннікова Глядачі: 1,500 Суддя: Андрій Кузьмін |  |

### Чемпіонат України
| 1 тур 26 липня 2015 | «Барса» (Суми)       | 1 – 0    | «Арсенал-Київ» | Суми                                                      |  |
| 18:00               | Віктор Коровіков 30' | Протокол |                | Стадіон: ФЦ «Барса» Глядачі: 1,000 Суддя: Дмитро Панчишин |  |

| 2 тур 1 серпня 2015 | «Арсенал-Київ»             | 1 – 1    | «Кремінь» (Кременчук)                | Щасливе                                                     |  |
| 18:00               | Руслан Черненко 21' (пен.) | Протокол | Ігор Тимченко 10' Андрій Олійник 19' | Стадіон: «Княжа-Арена» Глядачі: 1,000 Суддя: Євген Петренко |  |

| 3 тур 8 серпня 2015 | «Колос» (Ковалівка) | 1 – 0    | «Арсенал-Київ» | Ковалівка                                                   |  |
| 17:30               | Ярослав Вишняк 33'  | Протокол |                | Стадіон: «Ковалівка» Глядачі: 700 Суддя: Віктор Копієвський |  |

| 4 тур 15 серпня 2015 | «Арсенал-Київ»                         | 2 – 1    | «Кристал» (Херсон) | Щасливе                                                         |  |
| 18:30                | Роман Адаменко 54' Микола Ковталюк 87' | Протокол | Роман Ленський 31' | Стадіон: «Княжа-Арена» Глядачі: 500 Суддя: Олександр Омельченко |  |

| 5 тур 26 серпня 2015 | «Реал Фарма» (Одеса) | 0 – 3    | «Арсенал-Київ»                                                           | Одеса                                               |  |
| 17:30                | Євген Ширяєв 11'     | Протокол | Володимир Тименко 14' (пен.) Андрій Домбровський 32' Руслан Черненко 59' | Стадіон: «Іван» Глядачі: 500 Суддя: Дмитро Панчишин |  |

| 6 тур 30 серпня 2015 | «Арсенал-Київ»            | 0 – 3    | «Скала» (Стрий)                              | Щасливе                                                       |  |
| 17:00                | Нікіта Нікітенко 24', 30' | Протокол | Андрій Кохман 59', 63' Віталій Рябушко 90+4' | Стадіон: «Княжа-Арена» Глядачі: 300 Суддя: Віктор Копієвський |  |

| 7 тур 5 вересня 2015 | «Верес» (Рівне)                                 | 3 – 2    | «Арсенал-Київ»                                                | Рівне                                                       |  |
| 16:00                | Віталій Дністрян 18', 49' Олександр Лакуста 65' | Протокол | Ігор Скоба 63' Микола Ковталюк 89' Ігор Биковський 70', 90+2' | Стадіон: «Авангард» Глядачі: 4,500 Суддя: Ярослав Пєсоцький |  |

| 8 тур 12 вересня 2015 | «Арсенал-Київ»                         | 2 – 0    | «Нікополь-НПГУ» | Щасливе                                                     |  |
| 16:00                 | Сергій Каркошкін 52' Ігор Бровко 90+4' | Протокол |                 | Стадіон: «Княжа-Арена» Глядачі: 200 Суддя: Олександр Шандор |  |

| 9 тур 20 вересня 2015 | «Буковина» (Чернівці) | 0 – 0    | «Арсенал-Київ» | Чернівці                                                         |  |
| 16:00                 |                       | Протокол |                | Стадіон: СОУ «Буковина» Глядачі: 4,500 Суддя: Олександр Кальонов |  |

| 10 тур 27 вересня 2015 | «Арсенал-Київ»                            | 2 – 1    | «Арсенал-Київщина» (Біла Церква) | Щасливе                                                  |  |
| 15:30                  | Руслан Черненко 13' Ігор Скоба 57' (пен.) | Протокол | Вадим Гетьман 8'                 | Стадіон: «Княжа-Арена» Глядачі: 400 Суддя: Андрій Нізола |  |

| 11 тур 3 жовтня 2015 | «Енергія» (Нова Каховка) | 1 – 2    | «Арсенал-Київ»                    | Нова Каховка                                           |  |
| 16:00                | Вадим Антіпов 86'        | Протокол | Ігор Скоба 33' (пен.), 41' (пен.) | Стадіон: «Енергія» Глядачі: 400 Суддя: Людмила Тельбух |  |

| 12 тур 10 жовтня 2015 | «Інгулець» (Петрове)                                                          | 4 – 0    | «Арсенал-Київ»      | Петрове                                                |  |
| 15:00                 | Олександр Бриль 15' · Віталій Колєсніков 24', 35', 61' · Владислав Музика 83' | Протокол | Сергій Карпенко 21' | Стадіон: «Інгулець» Глядачі: 500 Суддя: Денис Резніков |  |

| 13 тур 17 жовтня 2015 | «Арсенал-Київ»                                                                             | 3 – 2    | «Мир» (Горностаївка)                    | Щасливе                                               |  |
| 15:00                 | Сергій Панфілов 29' Ренат Мірошніков 90+2' Микола Ковталюк 90+4' Микола Дударенко 27', 70' | Протокол | Юрій Комягін 69' Віталій Петриченко 72' | Стадіон: «Княжа-Арена» Глядачі: 200 Суддя: Іван Салаш |  |

| 14 тур 24 жовтня 2015 | «Арсенал-Київ»                                     | 3 – 0    | «Барса» (Суми) | Щасливе                                                  |  |
| 15:00                 | Віктор Коровіков 56' (аг) Сергій Панфілов 71', 78' | Протокол |                | Стадіон: «Княжа-Арена» Глядачі: 250 Суддя: Віталій Маляр |  |

| 15 тур 31 жовтня 2015 | «Кремінь» (Кременчук)                  | 1 – 0    | «Арсенал-Київ» | Кременчук                                                         |  |
| 14:00                 | Ігор Тимченко 74' Роман Кунєв 29', 82' | Протокол |                | Стадіон: «Кремінь-Арена» Глядачі: 1,200 Суддя: Віктор Копієвський |  |

| 16 тур 26 березня 2016 | «Арсенал-Київ»                                           | 3 – 1    | «Колос» (Ковалівка) | Щасливе                                                       |  |
| 14:30                  | Микола Ковталюк 7' Руслан Черненко 10' Роман Пахолюк 60' | Протокол | Євгеній Морозко 84' | Стадіон: СТБ «Арсенал» Глядачі: 600 Суддя: Віктор Копієвський |  |

| 17 тур 2 квітня 2016 | «Кристал» (Херсон)                 | 2 – 0    | «Арсенал-Київ» | Херсон                                               |  |
| 15:00                | Іван Гливий 11' Євген Білоусов 73' | Протокол |                | Стадіон: «Кристал» Глядачі: 400 Суддя: Віталій Маляр |  |

| 18 тур 9 квітня 2016 | «Арсенал-Київ»                                                                 | 4 – 0    | «Реал Фарма» (Одеса) | Щасливе                                                   |  |
| 16:00                | Ігор Скоба 33' (пен.) Руслан Черненко 38' Вадим Семчук 67' Артем Пилипенко 90' | Протокол |                      | Стадіон: СТБ «Арсенал» Глядачі: 200 Суддя: Денис Резніков |  |

| 19 тур 16 квітня 2016 | «Скала» (Стрий) | 0 – 0    | «Арсенал-Київ»          | Стрий                                                |  |
| 16:00                 |                 | Протокол | Сергій Сілюк 45+1', 55' | Стадіон: «Сокіл» Глядачі: 700 Суддя: Дмитро Панчишин |  |

| 20 тур 23 квітня 2016 | «Арсенал-Київ»          | 1 – 2    | «Верес» (Рівне)                                | Щасливе                                                         |  |
| 16:00                 | Андрій Домбровський 61' | Протокол | Антон Яременко 45+2' Ростислав Волошинович 67' | Стадіон: СТБ «Арсенал» Глядачі: 400 Суддя: Олександр Омельченко |  |

| 21 тур 29 квітня 2016 | «Нікополь-НПГУ»             | 0 – 0    | «Арсенал-Київ» | Нікополь                                                        |  |
| 18:00                 | Станіслав Кузнецов 25', 56' | Протокол |                | Стадіон: «Електрометалург» Глядачі: 1,000 Суддя: Євген Петренко |  |

| 22 тур 6 травня 2016 | «Арсенал-Київ»     | 1 – 0    | «Буковина» (Чернівці) | Щасливе                                                 |  |
| 16:00                | Андрій Смалько 48' | Протокол |                       | Стадіон: «Княжа-Арена» Глядачі: 500 Суддя: Роман Калита |  |

| 23 тур 14 травня 2016 | «Арсенал-Київщина» (Біла Церква) | 0 – 2    | «Арсенал-Київ»                       | Біла Церква                                                    |  |
| 17:00                 |                                  | Протокол | Сергій Сілюк 34' Ігор Биковський 86' | Стадіон: «Трудові резерви» Глядачі: 400 Суддя: Вадим Запрутняк |  |

| 24 тур 20 травня 2016 | «Арсенал-Київ» | 0 – 3    | «Енергія» (Нова Каховка)                             | Щасливе                                               |  |
| 16:00                 |                | Протокол | Андрій Фаюк 5' Іван Сомов 67' Роман Бочак 77' (пен.) | Стадіон: «Княжа-Арена» Глядачі: 100 Суддя: Іван Салаш |  |

| 25 тур 27 травня 2016 | «Арсенал-Київ»                                               | 3 – 1    | «Інгулець» (Петрове) | Щасливе                                                        |  |
| 17:00                 | Руслан Черненко 4' Ігор Биковський 11' Андрій Голуб 16' (аг) | Протокол | Дмитро Клімаков 82'  | Стадіон: «Княжа-Арена» Глядачі: 500 Суддя: Михайло Митровський |  |

| 26 тур 1 червня 2016 | «Мир» (Горностаївка)                   | 0 – 2    | «Арсенал-Київ»                               | Горностаївка                                            |  |
| 18:00                | Євген Фальковський 3' Юрій Комягін 70' | Протокол | Микола Ковталюк 19', 30' Руслан Черненко 75' | Стадіон: «Затис» Глядачі: 200 Суддя: Олександр Кальонов |  |

## Склад
| Поз           | Ім'я                | Народився  | Зріст | Вага | Ліга | Ліга  | Кубок | Кубок | Загалом | Загалом |
| Поз           | Ім'я                | Народився  | Зріст | Вага | Ігор | Голів | Ігор  | Голів | Ігор    | Голів   |
| ------------- | ------------------- | ---------- | ----- | ---- | ---- | ----- | ----- | ----- | ------- | ------- |
| Воротарі:     |                     |            |       |      |      |       |       |       |         |         |
| 33            | Дмитро Іванов       | 30.09.1989 | 186   | 71   | 14   | -18   | 0     | 0     | 14      | -18     |
| 1             | Георгій Копаліані   | 07.03.1994 | 192   | 82   | 6    | -7    | 2     | -3    | 8       | -10     |
| 1             | Сергій Сітало       | 20.12.1986 | 190   | 84   | 7    | -5    | 0     | 0     | 7       | -5      |
| Захисники:    |                     |            |       |      |      |       |       |       |         |         |
| 5             | Сергій Карпенко     | 19.05.1981 | 178   | 73   | 19   | 0     | 2     | 0     | 21      | 0       |
| 13            | Роман Журба         | 30.04.1988 | 176   | 68   | 18   | 0     | 2     | 0     | 20      | 0       |
| 2             | Ренат Мірошніков    | 27.03.1993 | 177   | 64   | 11   | 1     | 0     | 0     | 11      | 1       |
| 44            | Олег Котелюх        | 19.06.1979 | 184   | 77   | 11   | 0     | 0     | 0     | 11      | 0       |
| 18            | Денис Оджукву       | 12.06.1996 | 183   | 74   | 8    | 0     | 2     | 0     | 10      | 0       |
| 3             | Роман Адаменко      | 20.07.1992 | 185   | 80   | 7    | 1     | 2     | 0     | 9       | 1       |
| 21            | Нікіта Нікітенко    | 10.06.1994 | 189   | 78   | 9    | 0     | 0     | 0     | 9       | 0       |
| 3             | Олексій Майданевич  | 18.07.1991 | 181   | 70   | 8    | 0     | 0     | 0     | 8       | 0       |
| 8             | Олександр Менжега   | 16.02.1988 | 178   | 71   | 7    | 0     | 1     | 0     | 8       | 0       |
| 4             | Іван Білий          | 27.01.1988 | 186   | 75   | 7    | 0     | 0     | 0     | 7       | 0       |
| 19            | Микола Дударенко    | 31.01.1995 | 180   | 72   | 5    | 0     | 0     | 0     | 5       | 0       |
|               | Гліб Бухал          | 12.11.1995 | 184   | 74   | 3    | 0     | 1     | 0     | 4       | 0       |
|               | Анатолій Чорномаз   | 29.04.1993 | 181   | 73   | 3    | 0     | 1     | 0     | 4       | 0       |
| Півзахисники: |                     |            |       |      |      |       |       |       |         |         |
| 9             | Андрій Домбровський | 12.08.1995 | 173   | 65   | 22   | 2     | 1     | 0     | 23      | 2       |
| 10            | Руслан Черненко     | 29.09.1992 | 187   | 78   | 20   | 7     | 2     | 0     | 22      | 7       |
| 20            | Тимофій Брижчук     | 18.02.1996 | 170   | 64   | 13   | 0     | 2     | 0     | 15      | 0       |
| 11            | Ігор Скоба          | 21.05.1982 | 183   | 81   | 14   | 5     | 0     | 0     | 14      | 5       |
| 15            | Володимир Тименко   | 10.06.1997 | 180   | 72   | 11   | 1     | 2     | 1     | 13      | 2       |
| 16            | Сергій Дорофєєв     | 11.06.1983 | 183   | 78   | 11   | 0     | 2     | 0     | 13      | 0       |
| 8             | В'ячеслав Турчанов  | 03.08.1991 | 180   | 68   | 11   | 0     | 0     | 0     | 11      | 0       |
| 22            | Владислав Васалатій | 07.11.1995 | 188   | 72   | 9    | 0     | 1     | 0     | 10      | 0       |
| 11            | Сергій Сілюк        | 05.06.1985 | 172   | 65   | 8    | 1     | 0     | 0     | 8       | 1       |
| 14            | Ігор Бровко         | 13.08.1992 | 178   | 68   | 6    | 1     | 2     | 0     | 8       | 1       |
| 44            | Сергій Каркошкін    | 16.02.1994 | 180   | 70   | 7    | 1     | 0     | 0     | 7       | 1       |
| 22            | Андрій Смалько      | 22.01.1981 | 182   | 74   | 6    | 1     | 0     | 0     | 6       | 1       |
| 16            | Дмитро Лапа         | 16.07.1997 | 181   | 74   | 5    | 0     | 0     | 0     | 5       | 0       |
| 18            | Ярослав Піскун      | 07.02.1996 | 185   | 76   | 4    | 0     | 0     | 0     | 4       | 0       |
| 21            | Максим Сирота       | 27.07.1987 | 178   | 68   | 1    | 0     | 0     | 0     | 1       | 0       |
| Нападники:    |                     |            |       |      |      |       |       |       |         |         |
| 25            | Микола Ковталюк     | 26.04.1995 | 188   | 75   | 17   | 6     | 1     | 0     | 18      | 6       |
| 6             | Сергій Панфілов     | 14.09.1985 | 184   | 76   | 13   | 3     | 1     | 0     | 14      | 3       |
| 96            | Ігор Биковський     | 05.09.1996 | 175   | 70   | 14   | 2     | 0     | 0     | 14      | 2       |
| 20            | Роман Пахолюк       | 03.10.1979 | 177   | 69   | 9    | 1     | 0     | 0     | 9       | 1       |
| 30            | Артем Пилипенко     | 21.08.1995 | 176   | 66   | 8    | 1     | 0     | 0     | 8       | 1       |
| 19            | Вадим Семчук        | 24.11.1993 | 184   | 71   | 7    | 1     | 0     | 0     | 7       | 1       |
| 7             | Олексій Кікірешко   | 20.02.1977 | 179   | 77   | 5    | 0     | 1     | 0     | 6       | 0       |

Тренерський штаб
| Посада                 | Ім'я              | Народився  | Примітки                        |
| ---------------------- | ----------------- | ---------- | ------------------------------- |
| Головний тренер        | Андрій Анненков   | 21.01.1969 | 22 липня 2015 — 12 серпня 2015  |
| Головний тренер        | Ангел Червенков   | 10.06.1964 | 13 серпня 2015 — 15 грудня 2015 |
| Головний тренер        | Сергій Літовченко | 30.01.1979 | 23 грудня 2015 — кінець сезону  |
| Тренер                 | Сергій Літовченко | 30.01.1979 | 12 серпня 2015 — 23 грудня 2015 |
| Тренер воротарів       | Артем Тетенко     | 12.02.1991 | 22 липня 2015 — квітень 2016    |
|                        |                   |            |                                 |
| Тренер                 | Юрій Грицина      | 15.06.1971 | 22 липня 2015 — 12 серпня 2015  |
|                        |                   |            |                                 |
| Тренер з фізпідготовки | Даніель Червенков | 03.02.1986 | 14 серпня 2015 — 15 грудня 2015 |
| Тренер-селекціонер     | Роман Пахолюк     | 03.10.1979 | 13 серпня 2015 — 15 грудня 2015 |
|                        |                   |            |                                 |
| Тренер                 | Віталій Розгон    | 23.03.1980 | 23 грудня 2015 — кінець сезону  |
| Тренер                 | Олександр Князєв  | 30.04.1986 | 23 грудня 2015 — кінець сезону  |